# Srebrna Krila
Srebrna Krila est un groupe de musique pop croate, originaire de Zagreb, qui fut populaire en Yougoslavie.

## Biographie
Le groupe a été créé en 1978 par Mustafa Ismailovski, avec Vlado Kalember comme chanteur. La plupart de leurs tubes a été écrite par Đorđe Novkovic. 
En 1988, le groupe a représenté la Yougoslavie au Concours Eurovision de la chanson avec la chanson Mangup, terminant 6e. 
Durant les années 1980 et 1990, le groupe a connu une série d'incarnations différentes. Kalember a quitté le groupe après leur album hladu30U, sorti en 1986. Le groupe a disparu après le décès de son fondateur en 2000. 

## Membres du groupe
- Kalember Vlado (1978-1986)
- Dado Jelavić (1978-1981)
- Adi Karaselimović (1978-1981)
- Duško Mandić (1978-1984)
- Mustafa Ismailovski, "Muc" (1979-2000)
- Slavko Pintaric (1981-2000)
- Lidija Asanović (1988-1989)
- Pokos Vlatka (1989-1994)
- Vlatka Grakalić (1994-2000)

## Discographie
- Krila Srebrna (1979)
- jedan Ja samo Sam od gitarom SA mnogih (1980)
- Sreo iz ljubav Sam pjesme prve (1980)
- Sa-la-la (1981)
- Julija i Romeo (compilation) (1982)
- Ploca posodobitev (1982)
- Silverwings (version anglaise de Posodobitev Ploca, Canada, 1983)
- Djevuška (1983)
- Uspomene (1984)
- 30 hladu u (1986)
- Mangup (1988)
- golubice Poleti (1988)
- Ljubav JE za ljude SVE (maxi single) (1995)
- stanuje Tamo ljubav gdje (1996)
- Nebo vidi, nebo ZNA (1998)